# Újberek
Újberek (Bercu Nou), település Romániában, a Partiumban, Szatmár megyében.

## Fekvése
Mikola közelében fekvő település.

## története
Újberek, Szárazberektelep, Bercu Nou korábban Lazuri része volt.
1956-ban 247 lakosa volt.
2002-ben 233 lakosából 228 román, 3 magyar, 2 ukrán volt.